# Советское (Саратовская область)
Советское — рабочий посёлок в Саратовской области, второй по величине после районного центра Степного населённый пункт одноимённого района. Образует одноимённое Советское муниципальное образование со статусом городского поселения как единственный населённый пункт в его составе. Основан в 1766 году как немецкая колония Мариенталь (нем. Mariental).

## География
Советское располагается на левом берегу Волги в северо-западной части Советского района. Расстояние до областного центра — 60 километров, до районного — 10 километров. Через посёлок протекает река Большой Караман, обозначающая его восточную границу. Центр располагается на возвышенности (историческое немецкое название — Длинная гора (нем. Langer Berg)), на востоке за Большим Караманом находятся несколько мелких озёр и гряда холмов (Киргизские горы (нем. Kirgißenberg)), со стороны которых в XVIII веке на поселение совершались набеги кочевников.
Федеральная трасса Р236 проходит в 23 километрах южнее Советского. С Саратовом посёлок связан прямым рейсовым автобусом. Ближайшая железнодорожная станция Приволжской региональной железной дороги — Золотая Степь на ветке Анисовка — Озинки.

## История
Поселение было основано немецкими колонистами — 82 семействами — выходцами из Лотарингии и Баварии — 16 июня 1766 года под названием Пфанненштиль (нем. Pfannenstiel). Располагалось оно на правом берегу Большого Карамана, однако уже менее чем через год было затоплено в период половодья и перенесено поселенцами на другой берег. В первые годы условия были тяжёлыми: колонистам, большинство из которых не являлось крестьянами, приходилось жить в землянках, испытывать постоянную нехватку скота, дров и пригодной для обработки земли. Поселение регулярно подвергалось разрушительным набегам кочевых казахов и калмыков, в результате которых более 200 колонистов попали в рабство.
К концу XVIII века условия жизни заметно улучшились, поселение начало развиваться. Были построены 14 ветряных мельниц, больница, школа, небольшую старую церковь заменила новая. К началу XX века население увеличилось в 10 раз и переступило отметку в 5000 жителей. В селе имелись волостное правление и кредитное товарищество. В 1915 году в селе имелись мануфактурно-бакалейная, бакалейная торговля, торговля швейными машинами, мясная торговля, продажа фруктовых вод, аптека, механические мукомольные мельницы, кузнечно-слесарное заведение, занимавшееся ремонтом и изготовлением экипажей и веялок. До 1917 г. в селе имелись 1 церковно-приходская и 3 земские школы, 1 министерское 2-х классное училище.
После расформирования Новоузенского уезда Самарской губернии и образования трудовой коммуны (автономной области) немцев Поволжья село являлось административным центром Мариентальского (Тонкошуровского) сельского совета и кантона. По данным Всероссийской переписи населения 1920 г. в селе проживало 7133 чел.; здесь насчитывалось 951 хозяйство, в том числе немецких — 948. В марте-апреле 1921 г. в Мариентале произошло крестьянское антибольшевистское восстание. В 1920—1930-х гг. в селе были организованы колхозы им. Крупской, «Поволжско-немецкий красноармеец», «Октябрьская революция».
Постановлением ЦИК СССР от 26 мая 1928 года село Тонкошкуровка переименовано в Мариенталь.
В сентябре 1941 года по указу Президиума Верховного Совета СССР АССР немцев Поволжья прекратила своё существование, были проведены депортации немецкого населения из села. На место коренных жителей в Мариенталь и другие немецкие поселения Поволжья начали заселять эвакуированных из оккупированных войсками Вермахта областей. В 1942 году село было переименовано в Советское и стало центром новообразованного одноимённого района. Статус посёлка городского типа Советскому был присвоен в 1960 году. После расформирования района в 1962 году и его воссоздания в 1967 году административным центром стал посёлок Степное.
В Советском родились учитель и просветитель, публицист Антон Шнайдер (1798—1867), католические священники Августин Баумтрог (1883—1937), Алоизий Николаевич Каппес (1885—1937), литературовед Франц Шиллер (1898—1955) и заслуженный тренер СССР (хоккей на траве) Эдуард Айрих (1918—1993).
В Советском имеются библиотека, школа, детский сад, аптека, физкультурно-оздоровительный комплекс, мечеть и православный храм в честь Владимирской иконы Божией Матери.

## Население
Динамика численности населения по годам:
| 1767 | 1773 | 1788 | 1798 | 1816 | 1834 | 1850 | 1859 | 1865 | 1871 | 1883 | 1889 | 1897 | 1910 | 1920 | 1922 | 1923 | 1926 | 1931 |
| ---- | ---- | ---- | ---- | ---- | ---- | ---- | ---- | ---- | ---- | ---- | ---- | ---- | ---- | ---- | ---- | ---- | ---- | ---- |
| 360  | 391  | 385  | 527  | 924  | 1777 | 2957 | 3663 | 3682 | 3745 | 4129 | 4391 | 5058 | 6663 | 7133 | 4570 | 4403 | 4883 | 6262 |

| 1939  | 1959  | 1970  | 1979  | 1989  | 2002  | 2009  | 2010  | 2011  |
| ----- | ----- | ----- | ----- | ----- | ----- | ----- | ----- | ----- |
| 5385  | ↘3313 | ↗3426 | ↘3087 | ↗3575 | ↘3516 | ↘3284 | ↗3348 | ↘3342 |
| 2012  | 2013  | 2014  | 2015  | 2016  | 2017  | 2018  | 2019  | 2020  |
| ↗3343 | ↘3315 | ↘3292 | ↘3283 | ↘3281 | ↘3280 | ↘3238 | ↘3181 | ↘3153 |
| 2021  |       |       |       |       |       |       |       |       |
| ↘2816 |       |       |       |       |       |       |       |       |

## Достопримечательности
В XVIII веке колония имела сначала молитвенный дом, а затем небольшую деревянную кирху Вознесения пресвятой девы Марии. Первая кирпичная церковь была построена в 1800 году. Однако и она вскоре оказалась слишком мала для быстро растущего числа прихожан. Строительство новой и последней кирхи было закончено в 1842 году. После двух деревянных и одного каменного это было уже четвёртое церковное здание в поселении. Архитектурный проект здания с 32-метровой колокольней и 16 колоннами был утверждён в 1830 году. Освящена церковь была в 1834 году, однако из-за неудачного проектирования благоустройство продолжалось до 1842 года. Сакристия была достроена в 1860 году.
После депортации немцев кирха была закрыта. До 1990-х годов её здание занимал дом культуры. Колокольня была разобрана, внутреннее убранство также не сохранилось. Здание находится в заброшенном состоянии.